# 10430 Мартшмідт
10430 Мартшмідт (10430 Martschmidt) — астероїд головного поясу, відкритий 24 вересня 1960 року.
Тіссеранів параметр щодо Юпітера — 3,342.